# Snezjnaja koroleva 3: Ogon i ljod
Snezjnaja koroleva 3: Ogon i ljod (russisk: Снежная королева 3: Огонь и лёд) er en russisk animationsfilm fra 2016 af Aleksej Tsitsilin.

## Medvirkende
- Natalija Bystrova	som Gerda
- Nikolaj Bystrov som Kai
- Filipp Lebedev som Rollan
- Diomid Vinogradov som Orm
- Olga Zubkova som Alfida